# مهمة قياس التداخل الفضائي
كانت مهمة قياس التداخل الفضائي، أو إس آي إم، المعروفة أيضًا باسم إس آي إم لايت (المعروفة سابقًا باسم إس آي إم بلانيت كويست)، تلسكوبًا فضائيًا مُخططًا له، اقترحته وكالة ناسا بالتعاون مع شركة نورثروب غرومان. كان أحد الأهداف الرئيسية للمهمة هو البحث عن كواكب بحجم الأرض تدور في المناطق الصالحة للحياة حول النجوم الأخرى القريبة من الشمس. أُجّلت هذه المهمة عدة مرات وأُلغيت في نهاية المطاف في عام 2010. بالإضافة إلى اكتشاف الكواكب الخارجية، صُممت المهمة لمساعدة علماء الفلك على إنشاء خريطة لمجرة درب التبانة. تضمنت بعض الوظائف المهمة الأخرى مثل جمع البيانات للمساعدة في تحديد الكتل النجمية لأنواع معينة من النجوم، والمساعدة في تحديد التوزيع المكاني للمادة المظلمة في مجرة درب التبانة وفي المجموعة المحلية من المجرات القريبة، واستخدام تأثير العدسية الصغرية الجذبية لقياس كتلة النجوم. كان من المُخطط أن تستخدم المركبة الفضائية قياس التداخل البصري لإنجاز هذه الأهداف العلمية وغيرها.
مُنحت العقود الأولية للمهمة في عام 1998، بمبلغٍ مجموعه 200 مليون دولار أمريكي. تعين على العلماء والمهندسين العاملين في المشروع إس آي إم ابتكار ثماني ميزات تقنية جديدة محددة، وبحلول نوفمبر عام 2006، أُكملت الميزات الثمانية. اقتُرح في البداية إطلاق إس آي إم لايت في عام 2005، على متن مركبة إطلاق متطورة. نتيجة لتخفيضات الميزانية المُخصصة بشكلٍ مُستمر، تأجل تاريخ الإطلاق خمس مرات على الأقل. حددت ناسا عام 2015 كموعد إطلاقٍ أولي. وبحلول فبراير 2007، انتقل العديد من المهندسين العاملين في برنامج إس آي إم إلى مناطق ومشاريع أخرى، ووجهت ناسا المشروع بهدف تخصيص موارده للحد من المخاطر الهندسية. ومع ذلك، لم تشمل الميزانية الأولية لناسا لعام 2008 أي مبلغٍ لتمويل مهمة إس آي إم.
في عام 2007، أعاد الكونغرس تخصيص تمويل للمهمة في السنة المالية لعام 2008 كجزءٍ من قانون اعتمادات شامل وقعه الرئيس فيما بعد. في الوقت نفسه، وجه الكونغرس وكالة ناسا للمضي قدمًا بالمهمة نحو مرحلة التطوير. في عام 2009، واصل المشروع أعماله المتعلقة بالحد من المخاطر الهندسية مُنتظرًا نتائج وتوصيات مسح الفلك والفيزياء الفلكية العشري، المُسمى أسترو 2010، الصادر عن الأكاديمية الوطنية للعلوم، الذي حدّد مُستقبل المشروع.
في عام 2010، صدر تقرير أسترو 2010 العشري ولم ينصح بأنّ تواصل ناسا تطوير مرصد إس آي إم لايت لقياس التداخل. ودفع هذا مدير قسم الفلك والفيزياء الفلكية التابع لوكالة ناسا، جون مورس، إلى إصدار رسالةٍ في 24 سبتمبر 2010 إلى مدير مشروع إس آي إم لايت، ليبلغه بأنّ وكالة ناسا ستتوقف عن دعم المهمة بالإضافة لتوجيه المشروع إلى وقف أنشطة المرحلة بي فورًا أو بأسرع وقتٍ ممكنٍ عمليًا. وفقًا لذلك، أُلغيت جميع أنشطة إس آي إم لايت بنهاية عام 2010.

## المهمة
كان من المفترض أن تعمل مهمة إس آي إم لايت في مدار شمسي المركز يتبع الأرض من الخلف، لتبتعد عن الأرض بمعدل 0.1 وحدة فلكية سنويًا لتصل في النهاية إلى مسافة 82 مليون كيلومترٍ من الأرض. كان ذلك سيستغرق 5 سنواتٍ ونصف. كانت الشمس ستُشع على المركبة الفضائية باستمرار، ما سيسمح لها بتجنب الاحتجاب من قِبل النجوم المستهدفة وكسوف الشمس، كما لو كانت في مدار حول الأرض.
ولو جرى إطلاقها، لأجرت إس آي إم أبحاثًا علمية لمدة خمس سنوات.

### رصد الكواكب
كانت إس آي إم لايت ستُعتبر أقوى تلسكوبٍ لرصد الكواكب الخارجية بُني على الإطلاق. من خلال تقنية قياس التداخل، كان من المفترض أن تتمكن المركبة الفضائية من اكتشاف كواكب بحجم الأرض. وذلك عن طريق رصد «تذبذب» النجم الحاضن للكوكب أثناء دوران الكوكب حوله. كانت المركبة الفضائية قادرةً على إنجاز هذه المهمة بدقة تصل إلى جزءٍ من المليون من الثانية القوسية، ما يُعادل سمك عملة معدنية مرصودة من المسافة الفاصلة بين الأرض والقمر. كان برنامج البحث عن الكواكب (البحث العميق) يهدف إلى رصد حوالي 60 نجمًا قريبًا، باحثًا عن الكواكب الشبيهة بالأرض والزهرة التي تدور حول نجومها في المنطقة الصالحة للحياة (حيث يمكن أن تُوجد المياه السائلة على مدار السنة الخاصة بدوران الكوكب حول نجمه). كان البحث العميق الأكثر تطلبًا من ناحية دقة القياسات الفلكية، ومن هنا جاء اسمه. كان هذا البرنامج سيستغل القدرة الكاملة لمركبة إس آي إم لايت الفضائية لإجراء قياساته.
تعمل إستراتيجية بحث مرنة على ضبط حساسية إس آي إم لايت الكُتلية لكل نجمٍ وفقًا لمستوى البحث المرغوب فيه عن الكواكب الصالحة للحياة. كان من المفروض أن تُقدّر مهمة كبلر قيمة η للأرض، التي تُمثل نسبة النجوم التي تدور حولها كواكب شبيهة بالأرض، قبل إطلاق إس آي إم لايت. تتمثل إحدى الاستراتيجيات الخاصة بالبحث عن الكواكب الصالحة للحياة في إجراء بحث عميق (أي عن طريق خفض الحساسية الكُتلية في المنطقة الصالحة للحياة) لعددٍ أقل من الأهداف إذا كانت نظائر الأرض شائعة. كان من الممكن إجراء بحث أقل عمقًا لعددٍ أكبر من الأهداف لو كانت نظائر الأرض أكثر نُدرة. مثلًا، على افتراض أنّ 40% من وقت المهمة خُصص للبحث عن الكواكب، كان بإمكان إس آي إم لايت إجراء مسحٍ لما يلي:
- 65 نجمًا بحثًا عن كواكب ذات كتلٍ تُعادل كتلة الأرض كحدٍ أدنى، في مداراتٍ تُعادل وحدةً فلكية واحدة، أو
- 149 نجمًا بحثًا عن كواكب ذات كتلٍ تُعادل ضعفي كتلة الأرض كحدٍ أدنى، في مداراتٍ تُعادل وحدةً فلكية واحدة، أو
- 239 نجمًا بحثًا عن كواكب ذات كتلٍ تُعادل 3 أضعاف كتلة الأرض كحدٍ أدنى، في مداراتٍ تُعادل وحدةً فلكية واحدة.

بالإضافة للبحث عن كواكب بحجم الأرض، كان من المقرر أن تقوم مركبة إس آي إم لايت بما أُطلق عليه المسح واسع النطاق. كان من المقرر أن ترصد عملية المسح هذه نحو 1500 نجم للمساعدة في تحديد وفرة الكواكب ذات الكتلة النبتونية والكواكب الأكبر حول جميع أنواع النجوم في منطقة الأرض من درب التبانة.
كان الجزء الثالث من مهمة رصد الكواكب البحث عن كواكب ذات كتلة شبيهة بكتلة المشتري حول النجوم اليافعة. كان من شأن المسح أن يساعد العلماء على فهم المزيد عن تكوين النظام الشمسي، بما في ذلك تكوّن كواكب تشبه المشتري. صُمم هذا الجزء من البحث الكوكبي لدراسة الأنظمة التي تحتوي على كوكبٍ واحدٍ أو أكثر ذي كتلةٍ شبيهةٍ بكتلة المشتري قبل وصول النظام إلى توازن طويل الأمد. لا يمكن لتقنيات رصد الكواكب التي تستخدم السرعة الشعاعية للنجم أن تقيس حركات التذبذب العادية والصغيرة ذهابًا وإيابًا الناجمة عن الكواكب في مواجهة النشاط القوي للغلاف الجوي لنجمٍ يافع. من خلال التقنيات التي ابتكرها الفيزيائي ألبرت إيه. ميكيلسون، كان بمقدور إس آي إم تنفيذ مهامها الأساسية الثلاث لاكتشاف الكوكب.
تم إعداد مكون رصد الكواكب الخاص بالمهمة ليكون بمثابة تكملةٍ للمهمات المستقبلية المصممة لتصوير وقياس الكواكب الخارجية الشبيهة بالأرض وغيرها من الكواكب. كان من المُفترض أن تؤدي إس آي إم لايت وظيفةً مُهمة لن تكون تلك المهام قادرة على تحقيقها، وهي تحديد كتل الكواكب. تشمل المهمة الأخرى التي كان من المفترض أن تنجزها مهمة إس آي إم قياس الخصائص المدارية للكواكب. بهذه المعرفة، يمكن للمهمات الأخرى تقدير الأوقات المثلى وزوايا الانفصال الخاصة بالنجوم والكواكب المتوقعة واللازمة لرصد الكواكب الشبيهة بالأرض وغيرها من الكواكب التي كانت سترصدها مهمة إس آي إم.